# Перуанская, Валерия Викторовна
Валерия Викторовна Перуанская (1920—2011) — писательница и журналист. С 1957 года — член Союза журналистов СССР. С 1968 года — член Союза писателей СССР.

## Биография
Родилась 20 декабря 1920 года в Севастополе в еврейской семье служащих. Отец — Виктор Александрович Могилевский, жил и работал в Москве, мать Анна Леонардовна Римен-Станкевич (1901—1967, родилась в Даугавпилсе). С 1926 по 1936 жила с матерью и отчимом в Ленинграде, училась в средней школе («со львами» — недалеко от Исаакиевского собора).
С 1932 года носила фамилию отчима, Гирина Якова Михайловича (все школьные и институтские друзья знали её как Лилю Гирину). В 1936 году Якова Михайловича перевели на работу обратно в Москву. Здесь, в 1937 году Лиля Гирина окончила среднюю школу, а поступать в институт вернулась в город на Неве. С 1937 по 1940 год училась в Ленинградском институте киноинженеров, и, по её словам, чувствовала себя совершенно не на месте. В 1940 году, наконец, она решилась: отправила свою работу во ВГИК, куда её и приняли на сценарный факультет. К сожалению, в связи с войной и эвакуацией института учёбу пришлось прервать. Во время войны Валерия не покидала Москвы, работала на оборонном заводе (сейчас не существует), а также состояла в отряде ПВО своего района. Была представлена к награде «За оборону Москвы», но документы потерялись.
В 1942 году была принята на 2-й курс Литературного института имени А. М. Горького, отделение прозы, семинар К. А. Федина. В том же 1942 году вышла замуж за инженера-радиста Серафима Антоновича Перуанского. В 1943 году у них родилась дочь Елена.
В 1945 году окончила институт, работала литсотрудником в органах печати Военно-морских сил (газета «Красный флот», литературно-художественный журнал «Вымпел». С 1949 года перешла на внештатную журналистскую работу, сотрудничала на радио, в ТАСС, в московских газетах. В 1957 г. поступила в редакцию журнала «Москва» на должность редактора отдела прозы. С 1959 по 1970 год работала на такой же должности в журнале «Дружба народов». С 1970 года полностью перешла на творческую работу.
Повести и очерки Валерии Перуанской печатались в журналах «Неман», «Москва», «Смена», «Работница», «Дружба народов». Кроме того, она принимала участие в коллективных писательских сборниках — «У нас на Пресне» и в двух выпусках «Товарищ Москва».
Одна из повестей («Кикимора»), опубликованная в журнале «Сибирские огни» в 1979 году, переведена на венгерский язык, помещена в журнале Nagyvilág и экранизирована венгерским телевидением.
Помимо писательской деятельности, Валерия Перуанская является соавтором сценария по своей повести к фильму Продлись, продлись, очарованье…, снятому режиссёром Ярополком Лапшиным на Свердловской киностудии в 1984 году.
Повесть «Четыре полосы» (1959—1965) о редакционных и журналистских буднях, печаталась в нескольких номерах журнала «Неман» (1967 год), но не была издана полностью.
Проживала в писательском доме: Красноармейская улица, д. 25.
Ушла из жизни 8 апреля 2011 года. Похоронена в колумбарии Ваганьковского кладбища.

## Семья
- Муж — Перуанский Серафим Антонович (1917—1998)
- Дочь — Левенко Елена Серафимовна (1943—2021)
- Внучка Мария (р. 1968)
  - Правнуки — Сергей (р. 1990), Екатерина (р. 2004)

## Книги
- «Локоть друга», 1960 (издательство «Советская Россия»)
- «Дети вырастают незаметно», сборник рассказов 1965 г. (издательство «Знание»)
- «В поисках радости», 1974, (издательство «Советская Россия»)
- «Мы — земляне», 1975 (издательство «Советская Россия»)
- «Прохладное небо осени», 1976 (издательство «Советский писатель»)
- «Мы — земляне», сборник повестей, 1981 (издательство «Советская Россия»)
- «Зимние каникулы», сборник повестей («Кикимора», «Зимние каникулы», «Тридцать три богатыря», «Бабушка»), 1982 (издательство «Советский писатель»)
- «Зимние каникулы, повести», 1988 (издательство «Советский писатель»)
- До востребования. Роман. Повести, 1996 (издательство «Феникс»)
- «До востребования». Роман, 2001 (издательство «Шварц»)
- Повести, «Воскресный обед в зимний день. Грехи наши», 2004 г. (издательство «Флинта»)